# کیم یونگ مان
کیم یونگ مان (کره‌ای: 김용만؛ زادهٔ ۳۰ نوامبر ۱۹۶۷) کمدین اهل کره جنوبی است.